# 夜のミステリー
夜のミステリー（よる - ）は、1976年からTBSラジオで制作され、全国ネットされていたラジオ番組である。当初は平日夜の10分程度の帯番組（TBSラジオでは、『夜はともだち』に内包）だったが、途中から日曜日夜の30分番組に改編された（この際に、ネットを打ち切る局もあった）。

## 放送内容
タイトルのとおり、ミステリー・SF・ホラーのラジオドラマを専門的に放送した番組である。題材は、番組のために執筆されたオリジナル作品のほかに、古今の短編小説のラジオドラマ化や、リスナーから寄せられた恐怖体験実話などによって構成されていた。なお、放送開始当初と、1986年に復活したときのタイトルは『ミステリーゾーン』。

### 主なシリーズ
- 江戸川乱歩傑作シリーズ
- 遠藤周作怪奇シリーズ
- 岡本綺堂・青蛙申鬼談
- 体験実話シリーズ／何かが不意にやって来る
- 書き下ろし競作シリーズ
- 怪奇探偵小説シリーズ
- 冬の夜の炉端ばなし
- 牧逸馬世界怪奇実話
- 日本SF傑作シリーズ
- 中国怪異物語シリーズ

## 出演者
- 岸田森
- 若山弦蔵
- 富川澈夫
- 倉野章子
- 大塚周夫
- 田中信夫
- 蟹江敬三
- 草野大悟
- 樋浦勉
- 初井言榮
- 名古屋章
- 石橋蓮司
- 桑山正一
- 伊川東吾
- 二木てるみ
- 江守徹
- 白石加代子
- 奈良岡朋子
- 神山繁
- 西田敏行
- 高橋昌也
- 野沢那智
- 谷育子
- 森山周一郎
- 佐藤博
- 佐藤オリエ
- 柴田侊彦
- 風間杜夫
- 斉藤晴彦
- 三好美智子
- 内海賢二
- 藤田淑子
- 服部良次
- 市原悦子
- 内田良平
- 伊佐山ひろ子
- 江角英明
- 村松克巳
- 中島葵
- 吉田日出子
- 清水綋治
- 新井純
- 石井くに子
- 小池朝雄
- 西沢利明
- 山本学

## 放送されていた局
※現在、確認できている局に限る。
- TBSラジオ
- HBCラジオ
- 静岡放送
- 信越放送
- CBCラジオ
- 山陽放送
- 南海放送
- 高知放送
- 南日本放送
- 宮崎放送
- 大分放送
- 青森放送

## 書籍化
- 放送された作品のうち、番組オリジナルであるものをまとめて『ミステリー短編集 奇妙な食卓〜TBSラジオ夜のミステリーより〜』（作：川崎洋、伊藤海彦、横光晃、鈴木清順、岩間芳樹、高橋辰雄他）というタイトルで出版されたことがある。